# Veselí nad Lužnicí
Veselí nad Lužnicí (in tedesco Wesseli an der Lainsitz o Frohenbruck an der Lainsitz) è una città della Repubblica Ceca facente parte del distretto di Tábor, in Boemia Meridionale.